# 도바·후시미 전투

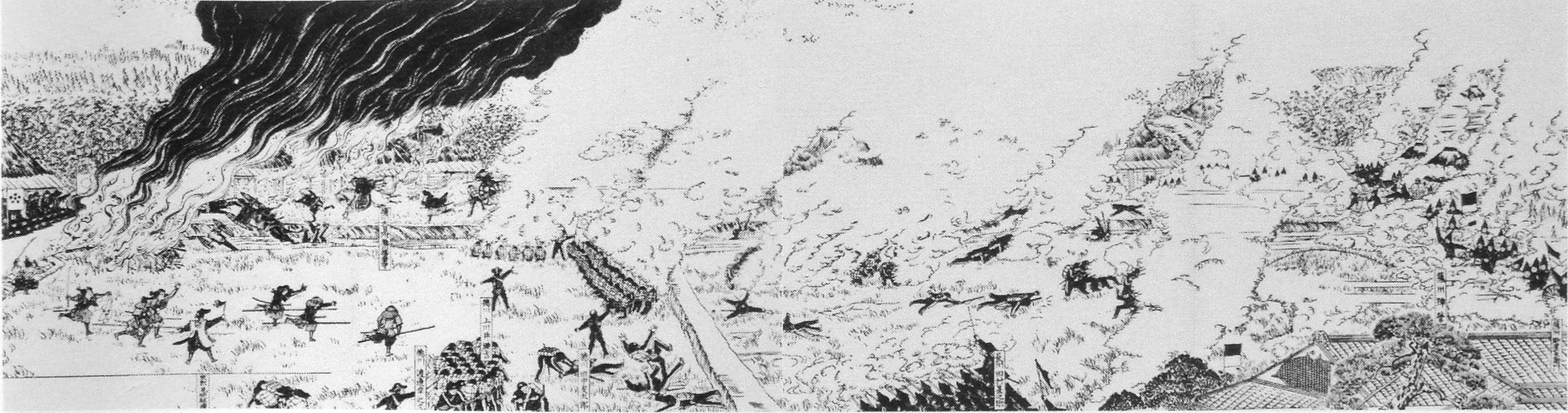
도바 전투

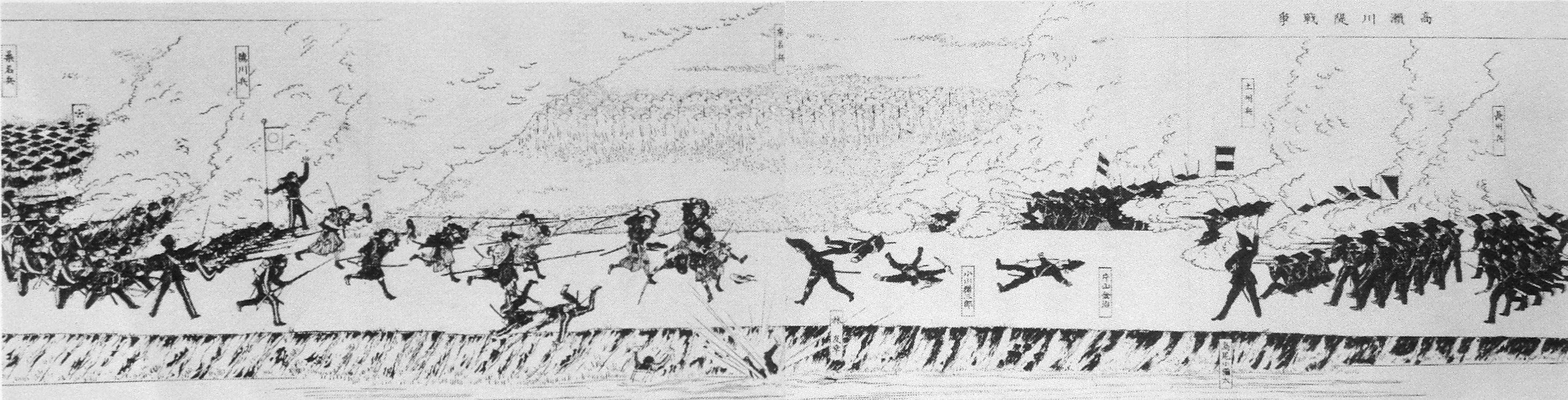
후시미 전투.

도바·후시미 전투(일본어: 鳥羽・伏見の戦い)는 보신 전쟁의 서전이 된 전투이다. 기간은 1868년 1월 27일부터 1월 30일까지로서 전투는 교토남부인 가미토바(교토시 미나미구), 시모토바, 다케다, 후시미, 교토시 후시미구)에서 일어났다.

## 배경
게이오 3년 (1867년) 말, 사쓰마번의 오쿠보 도시미치, 사이고 다카모리, 공경가 이와쿠라 도모미 등의 주도로 이루어진 왕정복고의 대호령에 의해, 전 쇼군, 도쿠가와 요시노부에게 관직과 토지반납이 명해졌다. 이로 인해 도쿠가와 막부는 구 막부군이 되었으며, 도쿠가와 가 친족이며 신 정부 의정인 마쓰다이라 슌가쿠와 도쿠가와 요시카쓰가 사자로써 요시노부 에게 파견, 이 결정을 요시노부에게 통고한다. 요시노부는 정중히 받으면서 자신의 부하들이 진정할 때까지는 불가능하다고 하는 대답을 하였다. 실제로, 이 통고를 받은 구 막부의 하타모토나 아이즈번의 과격파가 폭주하려고 하였고 요시노부는 그들에게 경거망동을 조심하도록 명하면서, 12월 13일, 정부에 순순히 복종할 의사를 표시하기 위해 교토의 니조성을 나와 오사카성으로 퇴거하였다. 슌가쿠는 이것을 보고 ‘천지에 맹세하고’ 요시노부는 관직과 영지의 반납을 실행하려 한다 라는 의견을 총재인 아리스가와노미야 다루히토 친왕에게 보고한다. 하지만 오사카 성에 들어간 뒤 요시노부에게서의 연락이 두절되었다.
12월 23일과 24일에 걸쳐 정부에서는 이 건에 대한 회의가 이뤄졌다. 오쿠보 도시미치는 이건 요시노부의 배신이라 주장, 즉시 ‘영지반환’ 을 요구해야 한다고 하였지만, 슌가쿠는 구 막부 내부의 과격파가 요시노부를 방해하고있다고 짐작하여, 그렇게 되면 설득이 불가능하므로 지금은‘도쿠가와 가의 영지를 조사하여 정부에서 회의 한 후 확정한다.’라는 애매한 명령을 내렸다. 이와쿠라도 슌가쿠의 생각에 찬성하여 다른 정부의 멤버도 이것이 현실적이라고 판단하여, 이 명령을 내리기로 결정하였다.
다시 마쓰다이라 슌가쿠와 도쿠가와 요시카쓰가 사자로 가서 요시노부에게 정부결정을 통고, 요시노부도 이것을 받아들였지만 사쓰마번이 에도 시중에서 도발적인 파괴공작을 행하면（쇼나이번의 에도 사쓰마번 저택의 소토 사건）요시노부의 주위에선 더욱 더 ‘토벌 사쓰마’를 바라는 소리가 높아졌고 요시노부는 사쓰마 정벌을 명목으로 사실상 교토(京都) 봉쇄를 목적으로 한 출병을 개시한다. 구 막부군 주력인 막부보병대는 도바 가도로 진격, 아이즈번, 구와나번의 병사, 신센구미등은 후시미 가도로 진격하였다.
요시노부 출병의 정보를 받은 정부는 긴장하여, 1868년 1월 27일 긴급회의가 소집되었다. 정부 산요(参与)의 오쿠보 도시미치는 구 막부군의 교토 진입은 정부의 붕괴이며, 천황의 깃발과 도쿠가와 정벌의 포고가 필요하다고 주장하였지만, 정부 의정(議定)인 마쓰다이라 슌가쿠는 사쓰마 번과 구 막부 세력의 사(私)투이며 정부는 관계가 없다며 반대를 주장. 회의는 분규(紛糾)하였지만, 정부 의정인 이와쿠라 도모미가 도쿠가와 정벌에 찬성한 것으로 인해 회의의 대세는 정해졌다.

## 경과

### 도바, 후시미에서의 전투

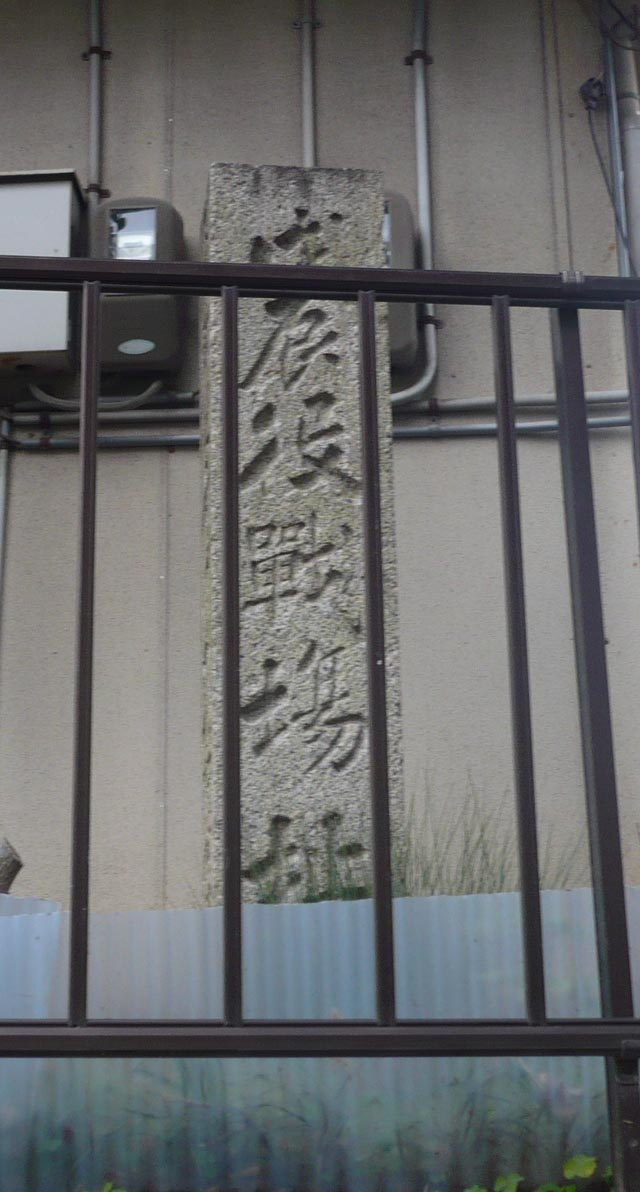
보신전쟁지 비

그날 저녁, 시모토바 부근 가도를 봉쇄하는 사쓰마 번 병사와 오메쓰케(大目付)인 다키가와 도모아키의 논쟁으로 인해 군사적충돌이 일어나, 도바에서 총성이 울리면서 후시미에서도 충돌, 전쟁의 발단이 되었다. 이 때의 교토 부근의 병력은 신 정부군 5,000명, 구 막부군은 15,000명을 거느리고 있었다. 하지만 구 막부군은 좁은 가도에서 종대(縦隊)돌파를 꾀하였고, 우세한 병력을 활용하지 못하고 신 정부군의 탄막 사격에 의하여 전진이 제지당했다. 도바에서는 총지휘관인 다케나카 시게카타의 부재나 다키가와 도모아키의 도망등으로 인하여 혼란이 계속되었고, 후시미에서는 부교소 근처에 사쿠바 노부히사나 구보타 시게아키등 막부 장군이 이끄는 막부보병대, 아이즈 번 병사, 히지카타 도시조가 이끄는 신센구미의 병사가 신 정부군（사쓰마 소총대)의 대대규모(약 800명）에게 패하였다.

### 요도 전투
다음날인 28일, 전선에서는 일진일퇴의 전투가 계속되었지만, 28일 조정에서는 고마쓰노미야 아키히토 친왕에게 금기(錦旗.관군임을 상징하는 비단으로 된 어기)를 수여하여（이와쿠라 도모미가 위조했다는 설도 있다.）,신 정부군이 관군이 된다. 29일 구 막부군은 요시노부의 측근중 한명으로 로주이기도 한 요도번주인 이나바 마사쿠니를 믿고, 요도 성에 들어오려 하였지만 요도 번은 신 정부와 싸울 의사가 없었기 때문에 성문을 굳게 닫고 구 막부군의 입성을 거절하였다. 입성을 거절당한 구 막부군은 같은날 요도 센료마쓰(淀千両松)에 포진하여, 오전 10경부터 신 정부군과의 전투가 시작되었다. 최초는 신 정부군이 불리했지만, 격전 속에서 상황이 역전되어, 오후 3시경부터 구 막부군이 패주하기에 이른다. 이 전투의 한중간, 신센구미 결성 당시부터 주요 간부 대사 중 한사람인 이노우에 겐자부로가 전사한다.

### 하시모토 전투
30일, 막부군은 이와시미즈하치만 궁이 진좌하는 오토코 산(男山)의 동서로 나뉘어 포진했다. 서쪽의 하시모토는 유곽이 있는 숙소로 거기에는 히지카타 도시조가 이끄는 신센구미가 있는 막부군의 본대가 진을 쳤다. 구 막부군은 동쪽에는 오토코 산, 서쪽에는 요도강을 눈앞에 둔 하시모토에서, 지형의 이점을 이용해 싸우려고 하였다.
하지만, 건너편 기슭의 오야마자키정을 수비하고 있던 쓰번이 신정부군 측으로 배반하여, 구 막부군으로 포격하였다. 생각지 못했던 서쪽에서 포격을 받아 구 막부군은 전의를 잃고 완전히 무너져, 요도강을 내려와 오사카로 도망쳤다. 이 전투로 교토미마와리구미의 수장이었던 사사키 다다사부로가 중상（이윽고 사망）, 신센구미 쇼시조사역 겸 감찰이었던 야마자키 스스무가 중상, 요시무라 간이치로가 행방불명이 되었다.

## 영향
30일, 전투에 적극적이지 않았던 요시노부는 오사카성에 머물며, 구 막부군에게 오사카성에서 철저하게 교전할 것을 연설하였으나, 그날 밤 몇 안되는 측근 및 로주 이타쿠라 가쓰키요, 사카이 다다토시、아이즈 번주 마쓰다이라 가타모리 구와나 번주 마쓰다이라 사다아키와 함께 몰래 성을 탈출하여, 오사카 만에 정박중인 막부 군함 가이요마루로 에도에 퇴각하였다. 지도자가 도망친 것으로 인해 구 막부군은 전투를 계속할 의욕을 상실하고, 오사카를 포기한 채 각자 에도 혹은 자신의 영토 등으로 귀환하였다.
31일, 조정에서는 요시노부 추토령(追討令)이 내렸고, 구 막부군은 조적(조정의 적)이 되었다.
2월2일, 신정부군 중 쵸슈군이 비어버린 오사카성을 접수하고, 교토-오사카 지역은 신정부군의 지배하가 되었다. 그 후 일주일만에 신정부는 서일본의 번을 모두 장악하는데 성공하여, 보름 후에는 동정군(東征軍.동일본의 신정부군)이 진군을 개시했다. 2월18일、구주열강의 조약제국은 국외중립을 선언하여, 구 막부는 국제적으로 승인된 일본유일의 정부로써의 지위를 상실했다.
구 막부군 내부의 혼란, 신정부군의 라이플총포를 사용한 산병(散兵)전술 및 포병의 운영에 비해 구 막부군의 라이플총포의 밀집돌격전술 및 센고쿠시대 사양의 칼과 창을 사용한 병술과의 우열, 그리고 각 전투의 신정부군의 우세에 따라 조정이 신정부군 지지를 명확히 함으로써 이것에 응한 많은 번이 구 막부군에게 등을 돌린 것, 도쿠가와 요시노부가 철수한 것, 등의 여러 가지 요인이 겹쳐 구 막부군은 전면패배하였다. 구 막부측은 15,000명의 병력을 가졌음에도 5,000명의 신 정부군에 패하였고, 양군의 피해는 신정부군 약110명, 구 막부군 약280명으로 알려져 있다.
이후, 보신전쟁의 무대는 우에노 전쟁이나, 호쿠리쓰 지방 도호쿠 지방에서의 호쿠에쓰 전쟁, 아이즈 전쟁, 하코다테 전쟁으로 이어진다.

## 사적
후시미 부교 사적
교토시 후시미구. 신센구미를 시작으로하는 막부군이 주둔하였다. 긴키 닛폰 철도 교토 선 모모야마고료 앞 역에서 도보 7분. 게이한 본선 후시미모모야마 역에서 도보 10분. 현재 비석이 남아있다.
고쿠노미야 신사
교토 시 후시미 구. 신 정부군의 진영지로 눈아래에 있는 후시미 부교소를 공격하였다. 긴키 닛폰 철도 교토 선 모모야마고료 앞 역에서 도보 4분. 게이한 본선 후시미모모야마 역에서 도보 7분.
히가시혼간지 후시미 별관
교토 시 후시미 구. 아이즈 번의 진영. 게이한 본선 후시미모모야마 역에서 도보 10분 긴키 닛폰 철도 교토 선 모모야마고료 앞 역에서 도보 30분. 현재 비석이 남아있다.
분쇼 사
교토 시 후시미 구. '보신전쟁 동군 전사자 매골지' 비석이 남아있다. 게이한 본선 요도 역에서 도보 15분. 현재 견학 가능.
조엔 사
교토 시 후시미 구. 정문 앞에는 '보신전쟁 동군 전사자의 비', 부지 내에는 '보신전쟁 동군 전사자 매골지' 가 남아있다. 게이한 본선 요도 역에서 도보 약 15분. 현재 견학 가능.
요도 성
교토 시 후시미 구. 후다이 다이묘 이나바 씨의 거성. 가쓰라강 우지강 기즈강 세 강이 합류하는 수로의 요지로, 도쿠가와의 신임이 두터운 이나바 가가 진을 쳤다. 도바 후시미 전투 때에는 성주 이나바 마사쿠니가 막부군의 입성요청을 거절하였다. 게이한 본선 요도역에서 도보 1분. 현재는 성벽, '요도 성지' 의 비, '다나베 하루노스케 군 기념비' 가 있다. 부지 내는 공원이 되었다. 견학 가능.
묘교 사
교토 시 후시미 구. 요도 성 혼마루가 있던장소. 경내에는 '사적 요도 성 보신 전쟁 포탄 관통 흔적' 의 비석과, '보신전쟁 동군 사망자의 비', 본당에는 '동군 전사자의 위패'가 남아있다. 게이한 본선 요도 역에서 도보 20분. 견학 가능.
보신전쟁 동군 서군 격전지 비
교토 경마장의 주차장 근처. 위령비가 있으며, 비에는 이하의 문구가 기록되어 있다. ‘ 막말의 전투 정도로 세상에서 슬픈 사건은 없다.　그것이 일본인 동족간의 전쟁이며,　막부군, 관군의 모두가 올바르다고 믿은 채 각각의 길로 자신들의 진실을 다하여　그와 같이 흘러가는 한순간의 시차에 의해 어떤 자는 관군이 되어 또 어떤자는 막부군이 되어 무사도에 목숨을 바쳤다.　이곳에 백년의 세월이 지나　그 인연이 있는 이 땅에 불행히 역적으로 죽은 긍지있는 사람들에 대해 지금 위령비를 세우는 것을 본다.　재천의 혼에 의해 안심하고 죽기를　쇼와44년　나카무라 가쓰고로'